# HKTのピシャッと48
『HKTのピシャッと48』（エイチケーティーのピシャッとフォーエイト）は、2020年12月19日（18日深夜）から2021年8月28日（27日深夜）までテレビ西日本で放送されていた深夜バラエティ番組。

## 概要
2020年に新劇場がオープンし、同年、活動して9周年を迎えたHKT48が、福岡県内の町村をPRするためのバラエティー番組。福岡県内の各町村にメンバー1人だけの旅先のPR大使を務め、その町村で4万8000円をすべて使い切るまで帰れない（その金額の中にはお土産代も含まれる）。
2021年2月20日・27日・3月20日に予定していた番組は、2020年に新型コロナウイルス感染症により、福岡県内に緊急事態宣言が発令中のため、番組の安全面を考慮し、放送を見送ることが決定した。同年6月14日、HKTのピシャッと48の公式Twitterで、福岡県内に緊急事態宣言の延長により、予定していた6月19日・26日の放送は休止することを発表。

## 出演者
キャスト 
- パラシュート部隊（斉藤優・矢野ぺぺ）[2]
- ブルーリバー（川原豪介） [2]
- HKT48[2]

## 放送時間
| 放送地域 | 放送局            | 放送期間                       | 放送日時                             | 備考      |
| -------- | ----------------- | ------------------------------ | ------------------------------------ | --------- |
| 福岡県   | テレビ西日本(TNC) | 2020年12月19日 - 2021年8月28日 | 土曜 1:25 - 1:55（第3・第4金曜深夜） |           |
| 東京都   | TOKYO MX2         | 2021年4月30日 -                | 金曜 23:00 - 23:30（不定期放送）     | [ 注 10 ] |

## スタッフ
- ナレーション：ばってん×ぶらぶら
- 技術：若林洋平、野田真澄
- CG：飯田雅美
- 取材協力：福岡県町村会（ONEFUKUOKA）
- ディレクター：佐野尋樹
- プロデューサー：西林武志
- 制作著作：テレビ西日本